# Amauromyza belamcandae
Amauromyza belamcandae är en tvåvingeart som beskrevs av Mitsuhiro Sasakawa 1981. Amauromyza belamcandae ingår i släktet Amauromyza och familjen minerarflugor. Inga underarter finns listade i Catalogue of Life.